# Kincsem (autómárka)
A Kincsem egy brit-magyar autómárka, mely az első magyar sportautómárka, nevét Kincsemről, a versenylóról kapta.
A Kincsem mögött a BAK Motors áll, mely egy Svájcban bejegyzett 2018-as alapítású cég. A cégvezető Bak Tibor István, aki mellett Stefan Peller és Karászi Attila tevékenykedik még.
A Bak Motors tervei között szerepel, hogy 2025 körül SUV kategóriájú modelleket is tervez és gyárt Helvetia néven. A tervek szerint ezeket a típusokat Magyarországon is gyártanák.

## Hyper-GT
Az első autójuk a Hyper-GT, melyből 54 darabot terveznek legyártani.
Az autó egy Formula–1-ből származó hibrid hajtásláncot kap, melyet négy elektromos és egy V10-es szívó benzinmotor hajt. Az autó alváza szénszálas héjszerkezetű lesz.
Az autók összeszerelése kézi munkával fog történni az Egyesült Királyságban, hasonlóan a tervezéshez.
A tervek szerint az első autókat a megrendelők 2025-ben vehetik majd át.
A Kincsem Hyper-GT lehet egyfajta késői leszármazottja annak a Jaguar C-X75-nek, amelyet Callum debütáltatott még 2010-ben. A C-X75 modellből egy koncepcióautó és öt prototípus készült, amelyek összesen 250 példányban kerültek volna gyártásra. Az eredeti tervek szerint a C-X75 2,9 másodperc alatt gyorsult volna 0-ról 100-ra, azonban végül 2012-ben megszüntették a projektet.